# Вилхелм II Орански
Вилхелм II фон Насау-Орански (на немски: Wilhelm II von Oranien-Nassau, на нидерландски: Willem II van Oranje-Nassau; * 27 май 1626, Хага; † 6 ноември 1650, Хага) е принц от фамилията Насау-Диленбург-Орания и от 14 март 1647 до смъртта си е щатхалтер на Холандия и Зеландия. Той е също княз на Оранж, граф на Вианден, господар на Бреда (1647 – 1650).

## Живот
Той е син на принц Фредерик Хендрик Орански (1584 – 1647) и съпругата му Амалия фон Золмс-Браунфелс (1602 – 1675), дъщеря на граф Йохан Албрехт I фон Золмс-Браунфелс и съпругата му Агнес фон Зайн-Витгенщайн. Баща му е най-малкият син на Вилхелм Орански (1533 – 1584).
Вилхелм II се жени на 12 май 1641 г. (2 май 1641) в кралската капела на дворец Уайтхол в Лондон за британската принцеса Мария-Хенриета Стюарт (* 4 ноември 1631; † 24 декември 1660), дъщеря на английския крал Чарлз I и съпругата му френската принцеса Хенриета-Мария Бурбон-Френска. През 1642 г. Мария и майка ѝ отиват в Холандия.
На 14 март 1647 г. Вилхелм II наследява титлата щатхалтер на Холандия. След три години той умира от едра шарка. След смъртта му до 1672 г. не се назначава щатхалтер на Холандия и на четири други провинции. Неговият син Вилхелм III, който е роден осем дена след смъртта му, го наследява едва през 1672 г. като щатхалтер на Нидерландия. През 1689 г. той е като Уилям III крал на Англия и Шотландия заедно с кралица Мария II Стюарт.
- Антонис ван Дайк: Вилхелм II и Мария-Хенриета (1641)
- Вилхелм II и Мария-Хенриета,
 от Герит ван Хонтхорст (1647)

## Деца
Вилхелм II и Мария Хенриета Стюарт имат един син:
- Уилям III (Вилхелм III) (* 4 ноември 1650; † 8 март 1702), щатхалтер на Нидерландия и от 1689 г. в персоналунион крал на Англия, Ирландия и Шотландия, женен на 4 ноември 1677 г. в Лондон за братовчедката си Мария II Стюарт (1662 – 1694), кралица на Великобритания